# Lynds 1544
Lynds 1544 ist eine Gas- und Staubwolke im Sternbild Stier, der ein Protostern innewohnt. Sie ist etwa 450 Lichtjahre von der Erde entfernt.
In der Wolke wurde vom Herschel-Weltraumteleskop Wasserdampf gefunden, der etwa das Volumen von 2000 Ozeanen auf der Erde ausfüllen würde. Zudem wurde beobachtet, dass die Wassermoleküle mehr und mehr ins Zentrum wandern, was darauf hinweist, dass der Protostern kurz vor dem Kollaps steht.
Damit die kosmische Strahlung eine derart große Menge Wasserdampf aus dem vereisten interstellaren Staub herauslösen konnte, wurde abgeschätzt, dass in Lynds 1544 insgesamt eine Eismenge enthalten ist, die drei Millionen Erdozeanen entspricht.
Mit dem FAST Teleskop und dem Arecibo-Radioteleskop wurde herausgefunden, dass in Lynds 1544 die Sternentstehung schneller abläuft als bisher gedacht. Denn es wurden die Magnetfelder gemessen welche in einem Bereich Zwischen den kollabierenden Kern und der äußeren Wolke gemessen. Dieser zeigte, dass das Magnetfeld nicht stärker ist als der äußere Bereich und damit die Schwerkraft dominieren würde. Daher läuft der Prozess zur Sternenentstehung schneller ab.